# Pallacanestro Treviso 1985-1986

Roster Benetton Pallacanestro Treviso 1985-86
| Num. | Naz.                   | Nome               |
| ---- | ---------------------- | ------------------ |
| 4    | Italia (bandiera)      | Carlo Caglieris    |
| 5    | Italia (bandiera)      | Fabio Morrone      |
| 6    | Italia (bandiera)      | Massimo Iacopini   |
| 7    | Italia (bandiera)      | Roberto Spaziani   |
| 8    | Italia (bandiera)      | Paolo Bortolon     |
| 9    | Italia (bandiera)      | Vittorio Ferracini |
| 10   | Italia (bandiera)      | Andrea Facchin     |
| 11   | Italia (bandiera)      | Alberto Marietta   |
| 12   | Stati Uniti (bandiera) | Dale Solomon       |
| 14   | Italia (bandiera)      | Federico Casarin   |
| 18   | Stati Uniti (bandiera) | Audie Norris       |
| 20   | Italia (bandiera)      | Massimo Minto      |
|      | Stati Uniti (bandiera) | Joe Kopicki        |